# Jutta Wochesländer
Jutta Wochesländer (* 10. März 1948 in Wiener Neustadt; † 19. September 2009) war eine österreichische Sprecherin und ehemalige Politikerin (FPÖ). Wochesländer war von 1999 bis 2002 Abgeordnete zum Nationalrat.

## Ausbildung und Beruf
Wochesländer besuchte von 1954 bis 1958 die Volksschule in Neunkirchen (Niederösterreich) und im Anschluss bis 1960 das örtliche Realgymnasium. Danach wechselte sie an die Frauenoberschule in Wiener Neustadt und 1962 an die Höhere Lehranstalt für Wirtschaftliche Frauenberufe Wiener Neustadt, die sie 1966 mit der Matura abschloss. Wochesländer absolvierte danach von 1967 bis 1968 den Abiturientenlehrgang an der Katholischen Lehrerbildungsanstalt in Eisenstadt und legte 1970 die Lehramtsprüfung für Volksschulen ab. Sie studierte im Anschluss Publizistik und Politikwissenschaft an der Universität Wien und erwarb 2002 den akademischen Grad Dr. phil.
Wochesländer war zwischen 1966 und 1967 Vertragslehrerin am Polytechnischen Lehrgang in Grünbach und zwischen 1968 und 1987 Lehrerin an Pflichtschulen in Wien. Ab 1974 arbeitete sie als Sprecherin und Redakteurin im ORF. 1990 machte sie sich zudem als freiberufliche Kommunikationstrainerin selbständig.

## Politik
Wochesländer fand durch ihr Studium Zugang zur Politik und schrieb ihre Dissertation über die Rolle der Medien bei Nationalratswahlen. Ihre politischen Vorbilder waren Jörg Haider und Susanne Riess-Passer und sie kandidierte bei der Nationalratswahl 1999 als Quereinsteigerin. Sie nahm nach dem Rückzug von Dieter Böhmdorfer am 13. Juli 2000 dessen Platz im Nationalrat ein und gab als politische Schwerpunkte die Bereiche Soziales, Bildung und Gesundheit an. Nach der Nationalratswahl 2002 schied sie am 19. Dezember 2002 wieder aus dem Nationalrat aus.